# Sân bay quốc tế Nursultan Nazarbayev
Sân bay Quốc tế Nursultan Nazarbayev (IATA: NQZ, ICAO: UACC) (Kazakh: Halyqarlyq Nūrsūltan Nazarbaev Äuejaiy), trước đó là Sân bay Quốc tế Astana cho đến tháng 6 năm 2017, là một sân bay quốc tế ở Kazakhstan nằm trong tỉnh Akmola . Đây là sân bay chính phục vụ cho Nursultan - thủ đô của Kazakhstan. Sân bay là cửa ngõ hành khách lớn thứ hai ở Trung Á (sau Sân bay Quốc tế Almaty) và là sân bay đông thứ hai ở Kazakhstan với 5,099,391 hành khách (2019). Ngoài ra còn là sân bay bận rộn thứ 13 trong các quốc gia hậu Xô Viết.
Sân bay có hai nhà ga cũng như các nhà ga hàng hoá và cơ sở bảo dưỡng tàu bay, nhà ga thứ hai được thiết kế bởi cố nhà thiết kế Kisho Kurokawa. Đây là chạm trung chuyển chính cho Air Astana - hãng hàng không quốc gia của Kazakhstan, đây còn là trạm trung chuyển chính cho SCAT Airlines, Qazaq Air và hãng giá rẻ FlyArystan.
Sân bay này được xây năm 1930 dưới tên Sân bay Akmolinsk. Khi thành phố đổi tên thì thành Sân bay Tselinograd và cuối cùng là Sân bay Quốc tế Astana. Với sắc lệnh mới của chính phủ, sân bay được đổi tên thành Sân bay Quốc tế Nursultan Nazarbayev như một cách để tri ân với vị tổng thống đầu tiên của đất nước. Ngày 8 tháng 6 năm 2020, sân bay chính thức đổi mã sân bay IATA từ TSE sang NQZ.

## Lịch sử

### Trong thời kì Xô viết
Sân bay được xây dựng vào năm 1930, cách 3 km từ Akmolinsk (Nursultan sau này). Nơi này sau này trở thành tháp Baiterek. Nó gồm 1 sân hình vuông dành cho máy bay cất cánh và hạ cánh, một nhà ga nhỏ với phòng chờ, phòng cho phi công và kho chứa nhiên liệu. Đến tháng 12 năm 1931, sân bay đầu tiên của Nursultan (trước là Astana) được xây dựng ở ngoại ô và được phát triển mạnh sau Chiến tranh thế giới thứ hai. Các đường bay thường ngày được thiết lập nối liền giữa Semipalatinsk và Akmolinsk.
Trong mùa lũ, sân bay phải đóng cửa, liên lạc từ sân bay tới thành phố phải nhờ điện thoại, phà (Chưa có cầu bắc qua Sông Ishim thời đó) hoặc đi bộ. Trong vài năm đầu, giao thông không có gì đặc biệt, các lịch trình sắp xếp lỏng lẻo. Đến năm 1934 thì mới có các chuyến bay thường xuyên từ các nơi sau: Alma-Ata - Karaganda - Akmolinsk - Atbasar - Kostanay - Sverdlovsk. Karaganda - Petropavlovsk - Korgalzhyn - Akmolinsk.
Đến đầu năm 1946, một nhóm Polikarpov Po-2 bau đến Akmolinsk để phục vụ thường xuyên. Nhóm này thuộc một doanh nghiệp hàng không Karaganda. Các tuyến sau đã được mở để vận chuyển hành khách và thư từ: Akmolinsk - Korgalzhyn - Aksu - Astrakhanka - Balkashino (các khu định cư của vùng Akmolinsk ). Bộ phận hành quân được tổ chức gồm hai người. Năm 1946, hàng không bắt đầu cung cấp dịch vụ cho nền kinh tế quốc dân - hàng không y tế.
Từ năm 1947 đến năm 1948, phi đội gồm 3 máy bay Polikarpov Po-2 được thành lập tại căn cứ sân bay Akmolinsk. Hạm đội này là một phần của một nhóm không quân có trụ sở tại Karaganda. Sân bay được trang bị các thiết bị hiện đại (ngày đó), việc xây dựng đã bắt đầu phát triển: một ngôi nhà cho một đài phát thanh, ba tòa nhà và một nhà để xe được xây dựng. Tổng số nhân viên từ 40 đến 50 người. Sân bay đã bắt đầu phục vụ các loại máy bay nặng hơn Lisunov Li-2 ngoài các máy bay hạng nhẹ. Vào ngày 4 tháng 11 năm 1963, Sân bay Tselinograd (trước đây gọi là - Akmolinsk ) đã tiếp nhận chiếc Ilyushin Il-18 đầu tiên máy bay ở nhà ga mới, cách thành phố 18 km. Tháng 12 năm 1963, máy bay Ilyushin Il-18 bắt đầu khai thác các chuyến bay thường lệ. Nhà ga sân bay đang ở giai đoạn xây dựng, do đó, tòa nhà hai tầng được điều chỉnh phục vụ như nhà ga hàng không, nơi đặt dịch vụ kiểm soát không lưu.
Vào tháng 2 năm 1966, nhà ga mới được đưa vào hoạt động và vào tháng 6 cùng năm, tất cả các dịch vụ của sân bay được chuyển đến sân bay mới. Đến năm 1969, bãi đậu máy bay của Tselinograd được bổ sung chiếc Antonov An-24 đầu tiên. Với sự xuất hiện của Antonov An-24 , khối lượng vận chuyển hành khách, thư từ và hàng hóa tăng mạnh. Mọi người bắt đầu bay đến nhiều thành phố của Liên Xô cũ. Năm 1975, Tupolev Tu-154 lần đầu tiên hạ cánh xuống sân bay. Kể từ thời điểm này, các chuyến bay thường xuyên của Tupolev Tu-154 trên Alma-Ata - Tselinograd - Moscow tuyến đường đã được mở. Đánh dấu lịch sử đối với Akmola ( Nur-Sultan ) là sự thay đổi thủ đô vào năm 1998. Việc tái thiết sân bay bắt đầu và hoàn thành trong một thời gian tương đối ngắn: đường băng với lớp phủ nhân tạo được kéo dài thêm khoảng 3500 mét; đường lăn và sân đỗ cũng được mở rộng. Hệ thống chiếu sáng và thiết bị định vị vô tuyến đã được thay thế. Tòa nhà VIP được xây dựng, và khu phức hợp sân bay được tái thiết.

### Thời kì hậu Xô viết
Ngày 2 tháng 2 năm 2005, dự án tái xây dựng sân bay quốc tế quy mô lớn đã hoàn thành với việc khánh thành nhà ga hành khách mới rộng 25.000m2. Số lượng quầy làm thủ tục được tăng lên thành 24 cùng với hai băng chuyền hành lý. Hiện tại, nhà ga số 2 được sử dụng để phục vụ các chuyến bay nội địa. Vào ngày 19 tháng 11 năm 2015, lễ khánh thành Nhà ga Hàng không Thương gia rộng 2.400m2 đã diễn ra. Khu vực Nhà ga Hàng không Thương gia (BAT) có công suất 200 hành khách/giờ. Nhà ga có quầy bar ở phòng chờ, phòng hội nghị, phòng đàm phán, thuận tiện cho hành khách đi cùng trẻ em, cửa hàng miễn thuế, có 52 chỗ đậu xe cho khách.
Trong khuôn khổ của Chương trình Phát triển Cơ sở hạ tầng, một nhà ga hành khách mới cho các chuyến bay quốc tế đã được xây dựng vào năm 2017. Một nhà ga mới rộng 47.000m2 bổ sung thêm sáu bãi đậu máy bay mới với đường hạ cánh và bốn đường xe buýt cho cơ sở hạ tầng sân bay và cũng bao gồm các công nghệ và quy trình được thiết kế để nâng cao chất lượng dịch vụ tại sân bay.
Ngày 8 tháng 6 năm 2020, sân bay chính thức đổi mã sân bay IATA từ TSE sang NQZ. "N" là chữ viết tắt cho tên sân bay, "QZ" là từ viết tắt của Qazaqstan theo phiên bản mới của bảng chữ cái Kazakhstan dựa trên hệ chữ Latinh . 

## Các hãng hàng không và các tuyến điểm

### Passenger
Các hãng hàng không sau khai thác đường bay theo lịch trình, theo mùa hoặc thuê thường xuyên đến và đi từ Nursultan:
| Hãng hàng không         | Các điểm đến |
| ----------------------- | --- |
| Aeroflot                | Moscow–Sheremetyevo |
| Air Astana              | Aktau, Aktobe, Almaty, Atyrau, Baku, Beijing–Capital, Bishkek, Dubai–International, Frankfurt, Istanbul, Kazan (tạm ngừng), Kyiv–Boryspil (tạm ngừng), Kyzylorda, Moscow–Domodedovo (tạm ngừng), Novosibirsk (tạm ngừng), Omsk (tạm ngừng), Oral, Oskemen, Saint Petersburg (tạm ngừng), Seoul–Incheon, Shymkent, Tashkent, Tbilisi, Urumqi, Yekaterinburg (tạm ngừng) Theo mùa: Antalya, Heraklion, Podgorica Thuê theo mùa: Bodrum, Kittilä, Sharm El Sheikh |
| Air China               | Beijing–Capital |
| Azimuth                 | Moscow–Vnukovo |
| Belavia                 | Minsk |
| BH Air                  | Thuê theo mùa: Burgas |
| Bulgaria Air            | Thuê theo mùa: Varna |
| China Southern Airlines | Guangzhoub, Ürümqi |
| Corendon Airlines       | Theo mùa: Antalya |
| Etihad Airways          | Abu Dhabi |
| FlyArystan              | Aktau, Aktobe, Almaty, Atyrau, Kostanay, Kutaisi, Kyzylorda, Moscow–Zhukovsky (tạm ngừng), Novosibirsk (tạm ngừng), Omsk (tạm ngừng), Pavlodar, Petropavl, Semey, Shymkent, Turkistan, Yekaterinburg (tạm ngừng) |
| flydubai                | Dubai–International |
| LOT Polish Airlines     | Warsaw–Chopin |
| Lufthansa               | Frankfurt |
| Nordwind Airlines       | Kaliningrad |
| Qatar Airways           | Doha |
| Qazaq Air               | Aktobe, Almaty, Atyrau, Kostanay, Omsk, Oskemen, Pavlodar, Petropavl, Semey, Shymkent, Taldykorgan, Taraz, Turkistan, Zhezkazgan Theo mùa: Balkhash, Usharal, Yekaterinburg |
| Red Wings Airlines      | Moscow–Domodedovo, Moscow–Zhukovsky, Omsk, Yekaterinburg |
| Rossiya Airlines        | Sochi |
| S7 Airlines             | Moscow–Domodedovo, Novosibirsk |
| SCAT Airlines           | Aktau, Aktobe, Almaty, Atyrau, Balkhash, Dushanbe, Kyzylorda, Mineralnye Vody, Moscow–Vnukovo, Oral, Oskemen, Pavlodar, Prague, Ras Al Khaimah, Semey, Shymkent, Taraz, Ulaanbaatar, Xi'an, Yerevan Theo mùa: Batumi, Sochi Thuê theo mùa: Colombo-Bandaranaike |
| Southern Sky            | Balkhash Theo mùa: Urzhar |
| Sunday Airlines         | Tokyo–Narita Theo mùa: Antalya Thuê: Sharm El Sheikh Thuê theo mùa: Hurghada, Pattaya–U-Tapao, Phuket, Sanya |
| Turkish Airlines        | Istanbul Thuê theo mùa: Antalya, Bodrum |
| Ural Airlines           | Krasnoyarsk–International, Moscow–Zhukovsky, Yekaterinburg |
| Uzbekistan Airways      | Tashkent |
| VietJet Air             | Theo mùa: Nha Trang Thuê theo mùa: Phú Quốc |
| Wizz Air                | Abu Dhabi, Budapest (dự kiến hoạt động trở lại vào ngày 1 tháng 10 năm 2022) |

### Hàng hoá
| Hãng hàng không | Các điểm đến |
| --------------- | ------------ |
| Turkish Cargo   | Istanbul     |

#### Notes
^b  China Southern Airlines bay từ Nursultan tới Quảng Đông bằng chuyến CZ6014 với điểm dừng tại Urumqi. Chuyến bay được thực hiện bởi tàu bay Boeing 737-800.